# 尾張国風土記
『尾張国風土記』（おわりのくにふどき）は、奈良時代に編纂された尾張国（現在の愛知県西部）の風土記である。全編は現存しておらず、逸文の形で僅かに伝わるのみである。

## 概要
8世紀初頭に編纂された尾張国の風土記である。現存する他の風土記と同様に国内の地名や伝承が書かれていたとみられるが、大部分が江戸期までに失われたため『釈日本紀』『万葉集註釈』など後世の文献に引用された部分が逸文として伝わるのみである。
9世紀には古風土記とは別に『尾州記』と称される尾張国の地誌が成立した。『尾州記』は、尾張国司であった菅原清公が編纂したと推定されており、これを『尾張国風土記』と同一の内容とみなす説がある。しかし『尾州記』も散逸しており『塵袋』などに引用された僅かな部分のみが知られている。
なお『尾張風土記』が愛知県立図書館などに所蔵されているが、これは近世初期に編纂された偽書『日本総国風土記』の一部で、古代に編纂されたものとは無関係である。

## 内容
現在、『尾張国風土記』の一部分であると推定されるのは主に以下のものが知られている。

### 熱田社
『釈日本紀』に引用された熱田神宮の縁起に関する一説で、文中で『尾張国風土記』の一部分であると明記されている。日本武命が東国を巡って帰る際に尾張連の遠祖である宮簀媛の家に泊り、夜に草薙剣が神々しく光り輝いたため、これを神体として熱田社を建てたとの内容が記述されている。『日本書紀』や『尾張国熱田太神宮縁起』と類似した内容である。ただし日本武尊が宮簀媛に草薙神剣を手渡す際に自らの形影とするよう言い残したとの記述は独自のものであり、熱田神宮の起源を研究する上では重要な史料となっている。

### 三宅寺
『万葉集註釈』に引用された福興寺に関する一説で、文中で『尾張国風土記』の一部分であると明記されている。尾張国愛知郡日部郷伊福村にあったという福興寺（三宅寺）が724年に三宅連麻佐なる人物によって建立されたという伝承が記述されている。

### 吾縵郷
『釈日本紀』に引用された吾縵郷と阿豆良神社に関する一説で、尾張国丹羽郡の「阿豆良（あずら）」という里名の由来についての伝承が記述されている。垂仁天皇の皇子である誉津別命は7歳になっても話すことができなかったが、皇后の夢にアマノミカツヒメを名乗る神が現れ「私を祭る人を宛てがってくれるならば、皇子は話せるようになり、寿命も長くなる」と言った。そこで天皇がこの神を探し占うよう建岡君に命じると、建岡君は榊の枝を折って縵（かずら）を作り「この縵が落ちる場所に必ずこの神が居られるだろう」と言った。すると縵は飛び去ってこの地に落ち、神がここにいるとして社を建てたという。阿豆良里は後に「吾鬘郷」とも書かれるようになり、現在も一宮市あずらに名を残している。

### 川嶋社
『万葉集註釈』に引用された川島神社に関する一説で、文中で『尾張国風土記』の一部分であると明記されている。尾張国葉栗郡河沼郷川嶋村にあったという川嶋社は、聖武天皇の治世に神が白鹿に化けて時々出現するので天皇の詔で建てられたとしている。